# Victoria Velasquez
Ninosca Victoria Risbjerg Velásquez (18 de julho de 1991, em Copenhaga) é uma política dinamarquesa, membro do Folketing pelo partido político Aliança Vermelha e Verde. Ela foi eleita nas eleições legislativas dinamarquesas de 2019.

## Carreira política
Velásquez concorreu às eleições de 2014 para o Parlamento Europeu pelo Movimento Popular contra a UE, mas não foi eleita. Mais tarde concorreu nas eleições de 2019 para o parlamento nacional e foi eleita para a Aliança Vermelha e Verde.